# Edwardsiella tarda
Espèce
Edwardsiella tarda, autrefois nommée Edwardsiella anguillimortifera, est une dénomination regroupant de nombreuses souches de bactéries génétiquement proches d'une souche dite "ATCC 15947" dont certaines peuvent être parfois très pathogènes. Présentes dans le tractus digestif, elles survivent facilement dans l’eau douce, et ont été détectées dans le monde entier.
L'infection peut se manifester par une bactériémie souvent associée à un choc septique et à une mortalité élevée, ou par une fièvre paratyphoïde, une gastroentérite, une infection localisée ou asymptomatique. Au moins un cas d’hémoglobinopathie à cellules falciformes a été rapporté.

## Description de la bactérie
En forme de bâtonnet mesurant 1 µm de diamètre pour  2 à 3 µm de long, classée à Gram négatif, ces bactéries vivent plutôt en condition aérobie mais supportant les conditions anaérobies. Certaines sont  capables de produire du sulfure d'hydrogène ou de faire fermenter le glucose avec ou sans production de gaz (Edwardsiella ictaluri produit du gaz à 25 °C, mais pas à 37 °C)  et disposent de systèmes enzymatiques adaptés à leur milieu (oxydase négative, catalase positive, nitrate réductase positive).
Les Edwardsiella sont mobiles à certaines températures grâce à une ciliature de flagelles péritriches (Edwardsiella ictaluri, mobile à 25 °C devient généralement immobile à 37 °C)
Dotée des caractères généraux de la famille des Enterobacteriaceae, Edwardsiella tarda peut infecter l’Homme (pas d’immunisation connue) et des animaux à sang froid (reptiles, dont varan, serpents, tortues aquatiques, poissons) ou à sang chaud (oiseaux marins ou d’eau douce, mammifères). 51 souches nouvelles ont  été isolées dans l'intestin de colins de Virginie (Colinus virginianus), mais qui ne semblent pas pathogènes.

## Aspects vétérinaires
Ces bactéries posent des problèmes importants en pisciculture par exemple pour les poissons-chats élevés aux États-Unis, pour le tilapia (Oreochromis niloticus) en Afrique, ou le panga (en Asie notamment), ou encore chez l’anguille surtout lorsque les poissons sont élevés en eaux de mauvaise qualité et/ou lorsqu'ils sont stressés.
Des vaccins et des immunostimulants sont étudiés pour diminuer l’utilisation d’antibiotiques qui sont sources de possibles résistances du pathogène et de résidus dans les aliments. Les rejets des piscicultures touchées peuvent poser un double problème : source de dissémination du microbe, mais aussi diffusion possible de souches devenues résistantes à des antibiotiques.

## Génétique
Remarque, Edwardsiella hoshinae, décrite en 1980, et Edwardsiella ictaluri ont assez récemment été incluses dans le genre Edwardsiella. Trabulsiella guamensis et Enterobacter sakazakii sont des espèces assez proches génétiquement.
Du point de vue génétique, il semble maintenant qu’il y ait deux groupes d’espèces :
1. un groupe constitué  de souches d’Edwardsiella ictaluri
2. un groupe constitué des souches d’Edwardsiella hoshinae et d’Edwardsiella tarda.

## Pathogénicité
C’est un pathogène opportuniste qui peut produire des gastro-entérite aiguë; avec méningite, septicémie nécroses internes et externes.

## Épidémiologie
La contamination se ferait par la voie fécale-orale; et l’ingestion d'aliments contaminés, peut-être via des blessures (inoculation accidentelle parentérale)
Le réservoir semble être constitué des espèces trouvées porteuses, des mammifères dont l’Homme et les mammifères marins, poissons, reptiles (via le tractus digestif qui contamine l’eau par les excréments.
Le commerce international (du poisson notamment) et les déplacements peuvent contribuer à véhiculer le germe.
L'incubation semble pouvoir varier ou n'est pas déterminée et la dose infectieuse n’est pas connue (fiche Canada 2001).
Un individu infecté reste a priori contagieux tant qu’il excrète la bactérie dans ses matières fécales.
Ce n’est pas une maladie à déclaration obligatoire pour l’OMS.
Confirmation : coproculture, analyses d’urine, de sang, d’exsudats de plaies permettent de confirmer la présence de la bactérie.

## Traitements
- Antibiothérapie : Edwardsiella tarda était en 2001 réputée sensible à la kanamycine, à l'ampicilline, à la céphalotine, à la ciprofloxacine, au triméthoprime-sulfaméthoxazole (cotrimoxazole) et au chloramphénicol, avec de nombreuses souches résistantes à la colistine.
- Désinfectants ; hypochlorite de sodium à 1 %, éthanol à 70 %, glutaraldéhyde à 2 %, iode, composés phénolés, formaldéhyde.
- Inactivation physique : à chaleur humide (121 °C durant au moins 15 minutes), chaleur sèche (160 à 170 °C durant au moins 1 heure)

## Précautions
Le Bureau de la sécurité des laboratoires (ASPC) au Canada recommande depuis janvier 2001 que les méthodes, matériel et installations répondent aux exigences de confinement du niveau de biosécurité 2 pour les travaux portant sur les cultures ou le matériel clinique infectieux ou susceptible d'être infectieux, ce qui implique le port de blouse et gants pour tout contact direct avec le matériel infectieux, ainsi que les précautions adaptées d'hygiène, dont le lavage fréquent des mains. Les échantillons sont conservés en contenants scellés et correctement étiquetés.

## En savoir plus
Characteristics and antigenicity of Edwardsiella tarda isolated from Tilapia (Oreochromis niloticus)
Myung-Joo Oh and She-kyu Chun J. Fish Pathol., Vol.2, No. 2, 83-90, 1989